# 小林裕介
小林裕介（日语：／ Kobayashi Yūsuke，1985年3月25日—）是日本的男性聲優，隸屬於YU-RIN PRO。東京都出身。AMUSEMENT MEDIA綜合學院聲優藝人科畢業。

## 經歷
小林裕介曾在5岁到10岁时于英国居住，然而并不会说英语。
高中生時代騎自行車上學時有喜歡喊出動漫台詞的癖好，因此曾被朋友說「想要成為聲優嗎？」。在這之後決定朝聲優之路邁進。
2010年從AMUSEMENT MEDIA綜合學院畢業後便加入YU-RIN PRO。後來以旁白為主業進行活動。2013年飾演《科學超電磁砲S》的小佐古俊一一角為聲優的出道作。2014年在《魔女的使命》飾演多華宮仄一角為初次飾演主要角色的作品。
2017年，獲得第11回聲優獎新人男優獎。
2024年12月31日在自身X帳號宣佈與內山夕實結婚。

## 人物
興趣是飛鏢、植物標本、拳擊、躺在浴室地板上洗澡、溜溜球。特長是大學時代連續練習4年的空手道、劍玉。因為喜歡駕駛，在2022年取得了船舶執照。
最近的目標是比扮演的主人公先到達宇宙。
座右銘是“失敗了也不會死”。
夢想是擔任天文館的解說。
漫畫「神說謊。」的愛好者，與同樣作為愛好者的種崎敦美一起規劃聲音電視劇，並以授權有聲劇（已授權但非官方的同人作品）的形式發行。
褲子是平角褲派，經常從左邊穿。
未成名前在呼叫中心打工。

## 演出作品
※粗體字為主要角色。

### 電視動畫
2013年
- 科學超電磁砲S（小佐古俊一）
- 兩人是少女福爾摩斯（男性）
- 青春紀行（男學生A、學生、高中生、美容師）
- 噬血狂襲（高清水）
- Little Busters!〜Refrain〜（學生C）
- 白色相簿2（實行委員A、男學生A）

2014年
- 魔女的使命（多華宮仄）
- 青春紀行（美容師）
- 龍孃七七七埋藏的寶藏（真田）
- M3〜其為黑鋼〜（男學生B）
- 白銀的意志 ARGEVOLLEN（山並翼[8]）
- selector infected WIXOSS（紅林香月[9]）
- 修業魔女璐璐萌（櫻井和葉）
- selector spread WIXOSS（紅林香月）
- 晨曦公主（蘇芳[10]）
- 四月是你的謊言（出場者、對手選手）

2015年
- SHIROBAKO（平岡大輔、丸川（回想）、バディ）
- 在地下城尋求邂逅是否搞錯了什麼（神B、同伴C）
- 食戟之靈（丸井善二）
- 亞爾斯蘭戰記（亞爾斯蘭[11]）
- GATE 奇幻自衛隊 在彼方的土地，如斯的戰鬥（諾馬·戈·伊格爾）
- 下流梗不存在的灰暗世界（奧間狸吉[12]）
- Charlotte（男學生瀧）
- 出包王女DARKNESS 2nd（學生A）
- 機動戰士GUNDAM 鐵血的孤兒（少年兵）
- 彗星·路西法（宗吾·天城）

2016年
- 疾走王子Alternative（獅子原馨）
- 百無禁忌！女高中生私房話（普通男）
- GATE 奇幻自衛隊 在彼方的土地，如斯的戰鬥 第2期（艾爾姆·芙蕾·馬尤）
- 舞武器·舞亂伎（一希東）
- 莉露莉露妖精～妖精之門～（風間優斗、冬）
- Re:從零開始的異世界生活（菜月昴）
- KUROMUKURO（茅原純大）
- 食戟之靈 貳之皿（丸井善二）
- DAYS（平源一郎）
- 亞爾斯蘭戰記 風塵亂舞（亞爾斯蘭）
- 這個美術社大有問題！（內卷昴）
- 齊木楠雄的災難（學生B、學生C、男學生B、澤北）
- 舞武器·舞亂伎 星之巨人（一希東）
- 機動戰士GUNDAM 鐵血的孤兒 第2期（梅爾）
- SHOW BY ROCK!!#（奇坦）

2017年
- 風夏（榛名優）
- 亞人醬有話要說（佐竹裕介）
- Hand Shakers（橘友樹）
- 人渣的本願（寺內拓也）
- 幼女戰記（格蘭茲）
- 南鎌倉高校女子自行車社（獨角獸）
- 櫻花任務（綠川浩介）
- Fate/Apocrypha（卡雷斯·佛爾韋奇·千界樹）
- 跳水男孩（吉田幸也[13]）
- Gamers 電玩咖！（篠原）
- 戰刻夜血（森蘭丸）
- 食戟之靈 餐之皿（丸井善二）
- DYNAMIC CHORD（五十嵐八雲）
- 如果有妹妹就好了。（羽鳥伊月[14]、月子·米德菲爾德）

2018年
- gdmen（阿爾法）
- 博多豚骨拉麵團（齊藤）
- 牙鬥獸娘（矢部正太）
- 七大罪 戒律的復活（葛羅西尼亞）
- 慕留人-火影忍者新世代-（龍葵）
- 續 刀劍亂舞－花丸－（信濃藤四郎）
- GUNDAM創鬥者 潛網大戰（三上陸[15]）
- 龍族拼圖（松原龍二[16]）
- 三次元女友 REAL GIRL（五十嵐千夏）
- 食戟之靈 餐之皿 遠月列車篇（丸井善二）
- 霸穹 封神演義（雷震子）
- Angolmois 元寇合戰記（導圓）
- 天狼 Sirius the Jaeger（菲利浦[17]）
- 搖曳莊的幽奈小姐（泰久）
- 隊長小翼（早田誠）
- 梅露可物語 -無精打采的少年與瓶中少女-（魯提阿諾）
- 弦音－風舞高中弓道部－（菅原千一）
- 工作細胞（一般細胞1）

2019年
- 路人超能100 II（峯岸）
- 賢者之孫（西恩·沃夫特[18]）
- 南無阿彌陀佛!-蓮台 UTENA-（阿閦如来）
- 異世界四重奏（菜月昴、格蘭茲）
- 為什麼老師會在這裡！？（田中甲[19]）
- Dr.STONE 新石紀（石神千空）
- 胡蝶綺 ～少年信長～（織田信長〈吉法師〉[20]）
- 炎炎消防隊（亞瑟·波義耳[21]）
- 艾梅洛閣下II世事件簿 -魔眼蒐集列車 Grace note-（卡雷斯·佛爾韋奇）
- 超人高中生們即便在異世界也能從容生存！（御子神司[22]）
- 星合之空（月之瀨直央）
- 七大罪 眾神的逆麟（葛羅西尼亞）

2020年
- 達爾文遊戲（須藤要）
- 魔術士歐菲 流浪之旅（馬吉克[23]）
- 異種族風俗娘評鑑指南（傑爾[24]）
- 異世界四重奏2（菜月昴、格蘭茲）
- 別對映像研出手！（機器人研究部 小林）
- 夢夢貓（南川朝陽）
- 遊戲王SEVENS（凱則〈改造無人機〉）
- 炎炎消防隊 貳之章（亞瑟·波義耳）
- 魔法律事務所 第2期（五嶺陀羅尼丸）
- Re:從零開始的異世界生活 2nd season（菜月昴）
- 籃球少年王（峯田圭介）
- 這是妳與我的最後戰場，或是開創世界的聖戰（伊思卡）

2021年
- Dr.STONE 新石紀 第2期（石神千空）
- 魔術士歐菲 流浪之旅 基姆拉克篇（馬吉克）
- 工作細胞!!（一般細胞）
- 七大罪 憤怒的審判（葛羅西尼亞）
- SHOW BY ROCK!! STARS!!（奇坦）
- 無職轉生～到了異世界就拿出真本事～（洛因·米格路迪亞）
- ICHU偶像進行曲（夜鶴黑羽）
- 刮掉鬍子的我與撿到的女高中生（橋本）
- 夢夢貓 Mix！（南川朝陽）
- 義呆利 World★Stars（斯洛伐克）
- 聖女魔力無所不能（尤利·德勒韋思）
- 現實主義勇者的王國重建記（相馬一也）
- 關於我轉生變成史萊姆這檔事 第2期（迪諾）
- 大正處女御伽話（志磨珠彥）
- 名偵探柯南（小森光）
- 艾梅洛閣下II世事件簿 -魔眼蒐集列車 Grace note- 特別篇（卡雷斯·佛爾韋奇）

2022年
- 現實主義勇者的王國重建記 第2期（相馬一也）
- 愛在征服世界後（相川不動／紅色冰果[25]）
- 社畜想被幼女幽靈療癒。（本週的「好可愛。」擔當）
- Dr.STONE 新石紀 龍水（石神千空[26]）
- 盛開的阿斯諾特莉亞 吸！（クリストッフェル・デジデリウス）
- 受讚頌者 二人的白皇（伊塔庫）
- VAZZROCK THE ANIMATION（吉良凰香）
- 路人超能100 III（峯岸）
- BLEACH 千年血戰篇（洛伊德·洛伊德）
- 遊戲王GO RUSH（凱則）

2023年
- 不相信人類的冒險者們好像要去拯救世界（尼克[27]）
- 弦音－相繫的一射－（菅原千一[28]）
- 魔術士歐菲 流浪之旅 阿邦拉馬篇（馬吉克[29]）
- 百萬噸級武藏 第2期（外山小次郎）
- 不要欺負我，長瀞同學 2nd Attack（高尾）
- 文豪Stray Dogs 第4期（青年兵）
- TechnoRoid 超越意志（獨眼的利茲9型）
- Dr.STONE 新石紀 NEW WORLD（石神千空[30]）
- 魔術士歐菲 流浪之旅 聖域篇（馬吉克）
- 地獄樂（山田淺右衛門典坐[31]）
- 和山田談場Lv999的戀愛（岡本武明）
- 黃金神威 第4期（高木智春）
- 奇異賢伴 黑色天使（時生[32]）
- 我喜歡的女孩忘記戴眼鏡（八坂智[33]）
- 名偵探柯南（警官）
- 隊長小翼Season2 青少年篇（早田誠）
- Paradox Live THE ANIMATION（矢戶乃上珂波汰[34]）
- 聖女魔力無所不能II（尤利·德勒韋思[35]）
- 家裡蹲吸血姬的鬱悶（約翰·海爾達[36]）
- 爆旋陀螺X（不死原燃[37]）

2024年
- 小酒館Basue（運動服男）
- 身為魔王的我娶了奴隸精靈為妻，該如何表白我的愛？（薩岡[38]）
- 關於我轉生變成史萊姆這檔事 第3期（迪諾）
- 戰隊大失格（戰鬥員D[39]）
- 黑執事 寄宿學校篇（戴立克·艾登）
- Re:Monster（盧克）
- 【我推的孩子】 第2期（鴨志田朔夜[40]）
- 這是妳與我的最後戰場，或是開創世界的聖戰 Season II（伊思卡[41]）
- 敗北女角太多了！（玉木慎太郎[42]）
- Re:從零開始的異世界生活 3rd season（菜月昴[43]）
- 在地下城尋求邂逅是否搞錯了什麼V（赫格尼·拉格納爾[44]）
- Delico's Nursery（拉斐爾·德里克〈青年期〉[45]）

2025年
- Dr.STONE 新石紀 SCIENCE FUTURE（石神千空[46]）
- 歡迎來到日本，妖精小姐。（北瀨一廣／卡茲西霍[47]）
- 吸吸吸吸吸血鬼（立野李仁[48]）
- 炎炎消防隊 參之章（亞瑟·波義耳[49]）
- 戰隊大失格 2nd season（戰鬥員D[50]）
- 搖滾樂是淑女的嗜好（直人）
- Hotel Inhumans（星生朗[51]）

2026年
- 地獄樂 第2期（山田淺右衛門典坐[52]）
- Re:從零開始的異世界生活 4th season（菜月昴[53]）

時期未定
- 異世界四重奏3（菜月昴[54]）

### OVA
2014年
- 偷×看（須賀君雄[55]）※單行本第4-6卷附DVD限定版

2016年
- 食戟之靈「巧的下町合戰」（丸井善二）
- 亞爾斯蘭戰記「汗血戀路」（亞爾斯蘭）
- 食戟之靈「暑假的繪里奈」（丸井善二）
- 亞爾斯蘭戰記「友情之宴」（亞爾斯蘭）

2017年
- 食戟之靈 貳之皿「秋月的邂逅」（丸井善二）
- 亞人醬有話要說「亞人醬的暑假」（佐竹裕介）

2018年
- Terra Formars ~火星任務~（齊藤翔[56]）※單行本第21卷附動畫DVD
- 無節操bitch社（日语：ヤリチン☆ビッチ部）（遠野高志[57]）※單行本第3卷附贈DVD限定版
- Re:從零開始的異世界生活 Memory Snow（菜月昴[58]）

2019年
- Re:從零開始的異世界生活 冰結之絆（菜月昴）[59]

2020年
- 小書痴的下剋上 第14.5章 外傳第一、二章（艾克哈特[60]）

2023年
- 口罩男子明明不想談戀愛（佐山圭悟[61]）※單行本第4卷附贈OAD特裝版

### 劇場版動畫
2016年
- 劇場版selector infected WIXOSS（紅林香月）

2019年
- 劇場版 幼女戰記（格蘭茲）

2020年
- 劇場版 SHIROBAKO（平岡大輔）

2021年
- 名偵探柯南：緋色的彈丸（飯店人員）

2022年
- 劇場版 異世界四重奏 ～Another World～（菜月昴、格蘭茲）
- 刀劍神域劇場版 -Progressive- 陰沉薄暮的詼諧曲（摩魯特[62]）

2024年
- 我的英雄學院劇場版：YOU'RE NEXT（保羅·戈里尼[63]）

### 網路動畫
2011年
- 占卜姊妹

2015年
- 怪物彈珠（焰蓮）[64][65]

2018年
- A.I.C.O.：化身（神崎雄哉）

2023年
- 鋼彈創鬥元宇宙（小陸[66]）

### 遊戲
2010年
- 戀愛與選舉與巧克力

2011年
- 水月貳

2014年
- 戰國X

2015年
- 偶像★進行曲（夜鶴黑羽）
- 亞爾斯蘭戰記×無雙（亞爾斯蘭[67]）
- DYNAMIC CHORD feat.KYOHSO（五十嵐八雲[68]）
- 燃燒！ for Girls（玖條恣伸[69]）
- 來組樂團吧！（藤堂美鄉[70]）
- Prince of Stride（新飯田輝實、獅子原馨[71]）

2016年
- APRIL（純[72]）
- 刀劍亂舞（信濃藤四郎）
- 南無阿彌陀佛！（阿閦如来[73]）
- LAPLACE LINK（廣瀨春斗）
- 傳頌之物 二人的白皇（伊塔庫）
- 偶像★進行曲（夜鶴黑羽）
- 白貓Project（セルジュ）
- 在茜色世界與君詠唱（竹中半兵衛）

2017年
- 無雙☆群星大會串（歐普納）
- 戰刻夜血（森蘭丸）
- 魔法使與黑貓維茲（伊克爾·羅特列克）

2018年
- 動物偶像（萬智綾太）
- DREAM!ing（白華時雨）

2019年
- 聖火降魔錄 風花雪月（貝雷特）
- 聖火降魔錄 英雄雲集（貝雷特、艾爾克）

2020年
- DAIROKU: AYAKASHIMORI（比良）
- 任天堂明星大亂鬥 特別版 （貝雷特－DLC角色）

2021年
- 忍者必須死（銀梟）
- Crash Fever(亞瑟·波義耳)
- WIND BOYS！（飯塚ミナト）
- 薑餅人王國（狼人餅乾）
- 白夜極光（弗勞爾）

2022年
- 神魔之塔（救世主·以諾、狐靈召來・安倍悟、皇劍傳承・法雷迪）
- 明日方舟（流明）
- 陰陽師（尋香行）
- 魔法禁书目录 幻想收束（小佐古俊一）
- 戀與深空（沈星回）

2024年
- 星躍物語（神秘科學家）

时期未定
- 女神異聞錄：夜幕魅影（黑谷清）

### 吹替
- VANGUARD
- 馬拉松女孩
- 環太平洋：黑色禁區（泰勒·特拉維斯）

### 廣播劇CD
- 晨曦公主（蘇芳）「優娜始」※「花與夢」2014年19號附錄
- 莎拉公主
- 忍者警察
- 小書痴的下剋上：為了成為圖書管理員不擇手段！
  - 廣播劇CD4（艾克哈特[74]）
  - 廣播劇CD5（艾克哈特、肯特普斯[75]）
  - 廣播劇CD7（艾克哈特[76]）
  - 廣播劇CD8（艾克哈特[77]）
  - 廣播劇CD9（艾克哈特[78]）
  - 廣播劇CD10（艾克哈特[79]）

2016年
- 如果有妹妹就好了。（羽島伊月）

2017年
- 我家的女僕小姐  廣播劇CD（孝臣）
- 為了女兒，我說不定連魔王都能幹掉 廣播劇CD（迪爾）
- 今天開始靠蘿莉吃軟飯！（天堂春）

### Radio CD
- Radio CD「晨曦公主 〜高華王國Radio〜」Vol.1

### BLCD
- 3分速食的沉默（秋[80]）
- インモラル・トライアングル Case.1 ご家庭・トライアングル（篠崎真白[81]）
- グルメのふくらみ（ムサシ）
- 木嶋的同學危險學園祭 限定版CD（鬼島豪太郎）
- 好きで、好きで（穗木啟[82]）										
  - 好きで、好きで 小說Dear+2016春 附錄CD
- 你聽到了嗎?（櫻橋樹[83]）
- 那我就不客氣地享用啦!!（陸[84]）
- 泥中之蓮（橘秋生[85]）
- 喜歡的留到最後享用（花蕊[86]）
- 無節操☆Bitch社1、2、3（遠野高志[87]）
- 僕らの恋と青春のすべて case：02 同級生の僕ら（伊禮誠[88]）
- 「男子高校生、はじめての」～第８弾　不釣り合いな恋の解釈～（江純瑞祈）

### 音樂CD
| 發售日                          | 專輯名稱 | 演唱名義                                                       | 歌曲名稱                                                          | 商業搭配                                 |
| 2014年                          | 2014年 | 2014年                                                         | 2014年                                                            | 2014年                                   |
| ------------------------------- | --- | -------------------------------------------------------------- | ----------------------------------------------------------------- | ---------------------------------------- |
| 7月23日                         | 魔女的使命 角色歌專輯 | 多華宮霞（茅野愛衣）、多華宮仄（小林裕介）                     | 「♪ - Sister's Love」                                             | 電視動畫《魔女的使命》                   |
| 7月23日                         | 魔女的使命 角色歌專輯 | 摩訶龍、兔騎紙、多華宮仄（小林裕介）、火火里綾火（瀨戶麻沙美） | 「WCW 〜Max Object〜」                                            | 電視動畫《魔女的使命》                   |
| 2015年                          | |                                                                |                                                                   |                                          |
| 7月8日                          | B地區戰隊SOX | SOX（小林裕介、石上靜香、古川慎、村田太志、河西健吾）          | 「B地區戰隊SOX」                                                  | 電視動畫《下流梗不存在的灰暗世界》片頭曲 |
| 9月30日                         | 下流梗不存在的灰暗世界 BD、DVD第2卷特典CD                                                                                             | 奥間狸吉（小林裕介）                                           | 「! No break!」                                                   | 電視動畫《下流梗不存在的灰暗世界》       |
| 12月18日                        | 亞爾斯蘭戰記 BD、DVD第6卷特典CD | 亞爾斯蘭（小林裕介）                                           | 「風導 - kazeshirube -」                                          | 電視動畫《亞爾斯蘭戰記》                 |
| 12月23日                        | 下流梗不存在的灰暗世界 BD、DVD第5卷特典CD                                                                                             | 奧間狸吉（小林裕介）、轟力雷樹（三宅健太）                     | 「」                                                              | 電視動畫《下流梗不存在的灰暗世界》       |
| 2020年                          | |                                                                |                                                                   |                                          |
| 2月12日 3月31日 9月2日 11月25日 | Paradox Live Opening Show Paradox Live Stage Battle "DESIRE" Paradox Live Stage Battle "FAMILY" Paradox Live Exhibition Show -cozmez- | 矢戸乃上 珂波汰(cozmez)                                        | 「Where They At」 「Get it」 「This is my love」 「未定」「未定」 | Paradox Live(パラライ)                   |

## 外部連結
- 事務所公開簡歷 （页面存档备份，存于）（日語）
- 小林裕介的X（前Twitter）（日語）